# Clément Rémiens
Clément Rémiens (/kle.mɑ̃ ʁe.mjɛ̃s/) est un acteur français, né le 15 octobre 1997 à Maubeuge (Nord).
Il joue le rôle de Maxime Delcourt-Bertrand dans la série télévisée Demain nous appartient (2017-2022), ainsi que dans la série dérivée Ici tout commence (2020-2022), sur TF1. Il remporte également la neuvième saison de Danse avec les stars, en 2018.

## Biographie

### Jeunesse et formation
Clément Rémiens naît le 15 octobre 1997 à Maubeuge, dans le Nord. Jeune, il découvre le théâtre, qui deviendra sa passion, à l'école Pasteur de Rousies. Également passionné de basket-ball, il part étudier le sport dans une école à Arras.
Après l'association de théâtre Éphémère à Feignies dans laquelle il est resté pendant dix ans et l'obtention d'un Baccalauréat scientifique au lycée Guy Mollet d'Arras en 2015, sa mère l'inscrit à un stage de deux semaines au cours Florent à Paris. À l'issue de ce stage, et à dix-sept ans, il est admis.

### Carrière
Alors qu'il vient d'achever ses études théâtrales en 2016, Clément Rémiens signe un contrat de six mois pour le rôle de Maxime Delcourt, aux côtés de l'actrice Ingrid Chauvin dans la série télévisée Demain nous appartient diffusée sur TF1.
À l'automne 2018, il participe à la neuvième saison de l'émission Danse avec les stars sur TF1, aux côtés de la danseuse Denitsa Ikonomova, et remporte la compétition le 1er décembre 2018.
En février 2019, il est annoncé que la production Hamak l’engage à interpréter le rôle principal de la mini-série Pour Sarah de TF1, une adaptation de la mini-série du même titre québécoise, dont le tournage a lieu dans ce même mois à Perpignan et à Paris,. En septembre de la même année, il décline l'offre de TF1 concernant un téléfilm biographique intitulé Pourquoi je vis sur la vie du chanteur Grégory Lemarchal, pour des raisons de planning « trop compliqué ».

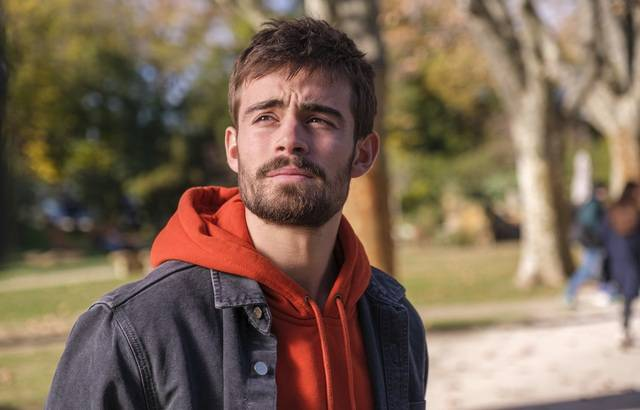
Clément Rémiens, à Saint-Laurent-d'Aigouze, en 2020.

En juin 2020, aux côtés de Frédéric Diefenthal et Vanessa Demouy, il reprend son rôle de Maxime Delcourt dans la série dérivée Ici tout commence, dont il est le personnage principal dans l'institut de gastronomie Auguste Armand. Pour autant, il fait quelques apparitions dans Demain nous appartient.
En novembre 2021, on apprend son départ des séries Ici tout commence, puis Demain nous appartient : « C’est important pour moi de vivre d’autres choses. Je prends du temps pour moi. Mes projets sont personnels », explique-t-il dans une interview. Son personnage disparaît définitivement le 18 février 2022 de l'écran.
Fin 2022, il rejoint la réserve de l’équipe de basket du BCM Gravelines-Dunkerque, après avoir passés 6 mois en Asie, coupé des réseaux sociaux : « Pendant cette année sabbatique, je me suis beaucoup interrogé sur moi-même. Cette envie de basket était très présente. Et je ne voulais pas avoir de regrets. », s'explique-t-il.

## Engagement

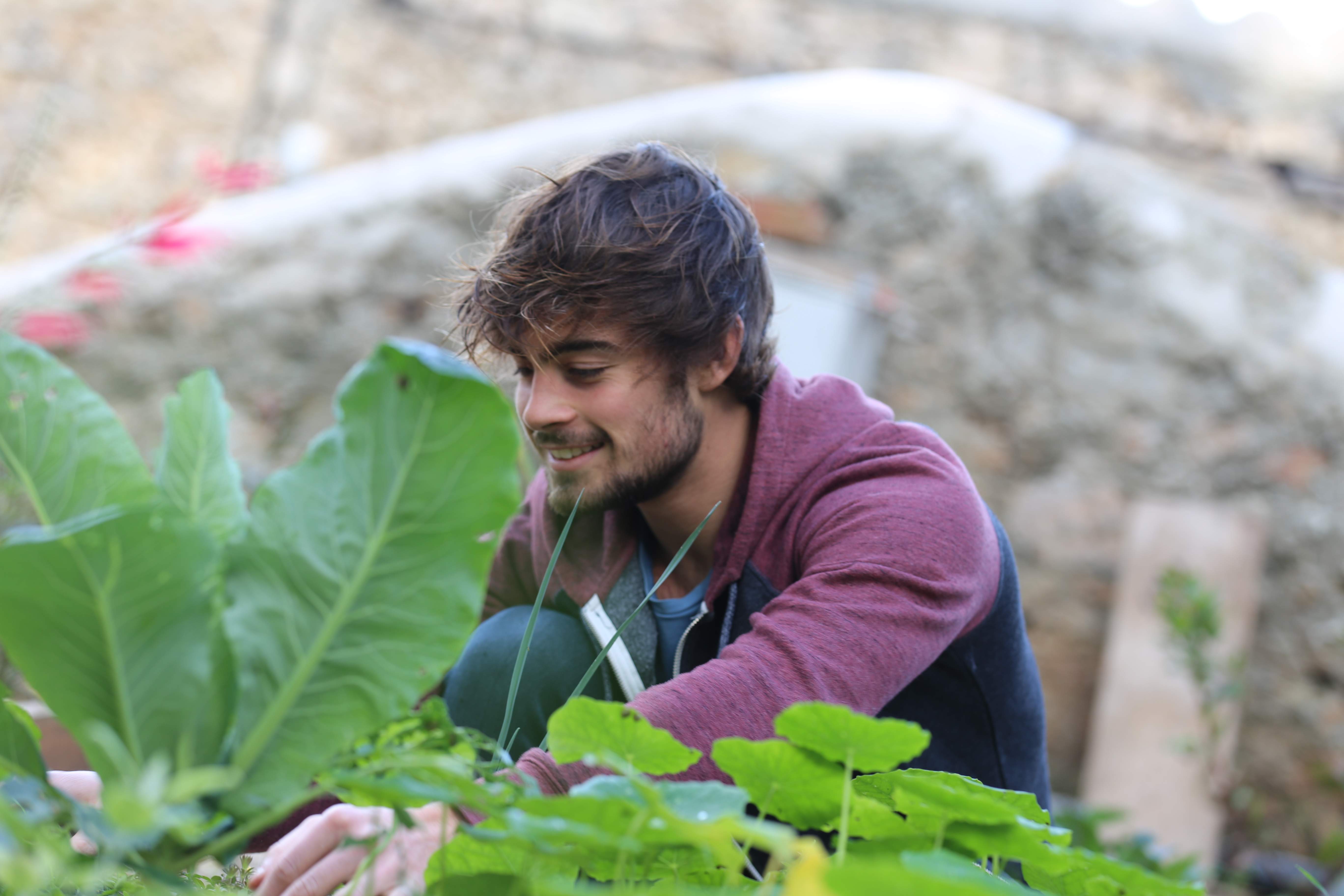
Clément Rémiens, en 2020.

Clément Rémiens est très engagé dans la cause écologique comme il le montre sur son compte Instagram,.
En 2020, à l'origine de la création de l'association Seta Mer avec le jeune sétois Antoine Brives, il plonge et sensibilise des bénévoles au nettoyage des fonds marins.
Il propose également des solutions aux productions d’Ici tout commence et Demain nous appartient pour limiter l'impact écologique de telles sociétés[réf. nécessaire].

## Filmographie

### Séries télévisées
- 2017 - 2022 : Demain nous appartient : Maxime Delcourt-Bertrand (825 épisodes)
- 2019 : Pour Sarah : Cédric Garat (6 épisodes)
- 2020 - 2022 : Ici tout commence : Maxime Delcourt-Bertrand (323 épisodes)

### Doublage
- 2024 : Blue et Compagnie : Ice, le glaçon

## Théâtre
- 2009 : Tu parles d'une histoire de Laurent Grimal
- 2010 : Le Procès du loup de Laurent Grimal
- 2011 : Psycalibur de Laurent Grimal
- 2012 : Il était une fois dans l'Ouest de Laurent Grimal et Lorenzo Cristante
- 2013 : L'Enfer du décor de Laurent Grimal et Lorenzo Cristante
- 2014 : L'Histoire avec un grand « E » de Laurent Grimal et Lorenzo Cristante
- 2015 : Méfiez-vous des apparences de Laurent Grimal et Lorenzo Cristante
- 2016 : Beckett de Régine Menauge-Cendre

## Récompenses
| Année | Récompenses             | Série                  | Catégories      | Résultats | Ref    |
| ----- | ----------------------- | ---------------------- | --------------- | --------- | ------ |
| 2018  | Soap Awards France 2018 | Demain nous appartient | Meilleur acteur | Lauréat   | [ 17 ] |
| 2019  | Soap Awards France 2019 | Demain nous appartient | Meilleur acteur | Lauréat   | [ 17 ] |

### Documentation
- Natalie Grosskopf, « Clément Rémiens, des planches du Nord aux plateaux télé du Sud », La Voix du Nord,‎ 30 octobre 2020 (lire en ligne).